# 羅茲體育會
羅茲體育會（波蘭語：Łódzki Klub Sportowy Łódź，簡稱ŁKS Łódź），或稱為LKS羅茲是一間位於波蘭中部城市羅茲的體育會，成立於1908年，體育會以其足球隊而聞名，球隊主場位於俱樂部位於瓦迪斯瓦夫國王市政體育場，現時球隊參加波蘭足球乙級聯賽。

## 歐洲賽成績
| 賽季    | 賽事           | 階段         | 球會         | 比數     |
| ------- | -------------- | ------------ | ------------ | -------- |
| 1959–60 | 歐洲冠軍球會盃 | 外圍賽       | 埃施祖尼斯   | 0–5,2–1  |
| 1994–95 | 歐洲盃賽冠軍盃 | 第一圈       | 波圖         | 0–2, 0–1 |
| 1996    | 歐洲足協圖圖盃 | 小組賽       | 卡馬斯       | 0–3      |
| 1996    | 歐洲足協圖圖盃 | 小組賽       | 瓦爾納斯巴達 | 1–1      |
| 1996    | 歐洲足協圖圖盃 | 小組賽       | 1860慕尼黑   | 0–5      |
| 1996    | 歐洲足協圖圖盃 | 小組賽       | SFC奥帕瓦    | 0–3      |
| 1998–99 | 歐洲聯賽冠軍盃 | 第一圈外圍賽 | 卡帕茲       | 4–1, 3–1 |
| 1998–99 | 歐洲聯賽冠軍盃 | 第二圈外圍賽 | 曼聯         | 0–2, 0–0 |
| 1998–99 | 歐洲足協盃     | 第一圈       | 摩納哥       | 1–3, 0–0 |

## 球會榮譽
- 波蘭足球甲級聯賽:

 冠軍 (2)：1958, 1997–98
 亞軍 (1)：1954
 季軍 (3)：1922, 1957, 1992–93
- 波蘭盃:

 冠軍 (1)：1956–57
 亞軍 (1)：1993–94
- 波蘭超級盃:

 亞軍 (2)：1994, 1998

## 外部連結
- 官方网站 （波兰語）
- 非官方網站 （页面存档备份，存于）